# 飛虎雄師之極道戰士
《飛虎雄師之極道戰士》是一部於1994年上映的香港警匪片，由陳國邦、容錦昌、尹揚明領銜主演。

## 故事大綱
飛虎隊隊長郁飛帶領下屬阿邦（外號：一仔）、阿昌（外號：獵人）前往任務，但是，阿邦及阿昌意外違反紀律，本來兩人應該被革職，但郁飛替兩人求情，他們才沒被革職。
郁飛有一個好友叫春冰，他之前也為飛虎隊隊員，但是自從親兄在自己目睹下被殺後，他開始性情大變，由溫柔的春冰變了心狠手辣的春冰。
在一次，一個行動裏目標其實那個人便是要捉拿數名劫匪，但是，一名蒙著面的神祕人卻把所有人也殺死了，那個人為春冰，他在泰國籌備多年，回來香港也是報仇的...

## 演員
| 演員   | 角色   | 粵語配音 | 備註                                                                                              |
| 陳國邦 | 阿邦   | 陳國邦   | 一仔 飛虎隊隊員 郁飛之下屬 阿昌之同事 在一次行動意外違反紀律                                      |
| 容錦昌 | 阿昌   | 容錦昌   | 獵人 飛虎隊隊員 郁飛之下屬 阿邦之同事 在一次行動意外違反紀律                                      |
| 尹揚明 | 春冰   | 陳欣     | 本片終極大反派 前飛虎隊隊員 郁飛之好友 在一次行動目睹親兄被殺而走上不歸路 連環殺人案兇手 最後自殺 |
| 陶大宇 | 郁飛   | 陶大宇   | 飛虎隊長官兼學校教官 阿邦、阿昌之上司 春冰之好友 阿may之男友                                      |
| 劉錦玲 | 阿may  | 陸惠玲   | 酒吧調酒師 郁飛之女友                                                                             |
| 鄭則士 | 鄭警官 | 鄭則士   | 重案組幫辦 負責劫匪被殺案的警官 懷疑春冰為負責劫匪被殺案的兇手                                    |
| 八兩金 | 椰子   |          | 飛虎隊隊員 阿邦、阿昌之同事                                                                       |
| 徐忠信 | 貓鷹   |          | 劫匪 在一次行動中被春冰槍殺，死後為劫匪被殺案的死者                                               |

## 外部連結
- 香港影庫上《飛虎雄師之極道戰士》的資料（繁體中文）
- 豆瓣电影上《飛虎雄師之極道戰士》的資料 （简体中文）